# قيادة طيران الجيش العراقي

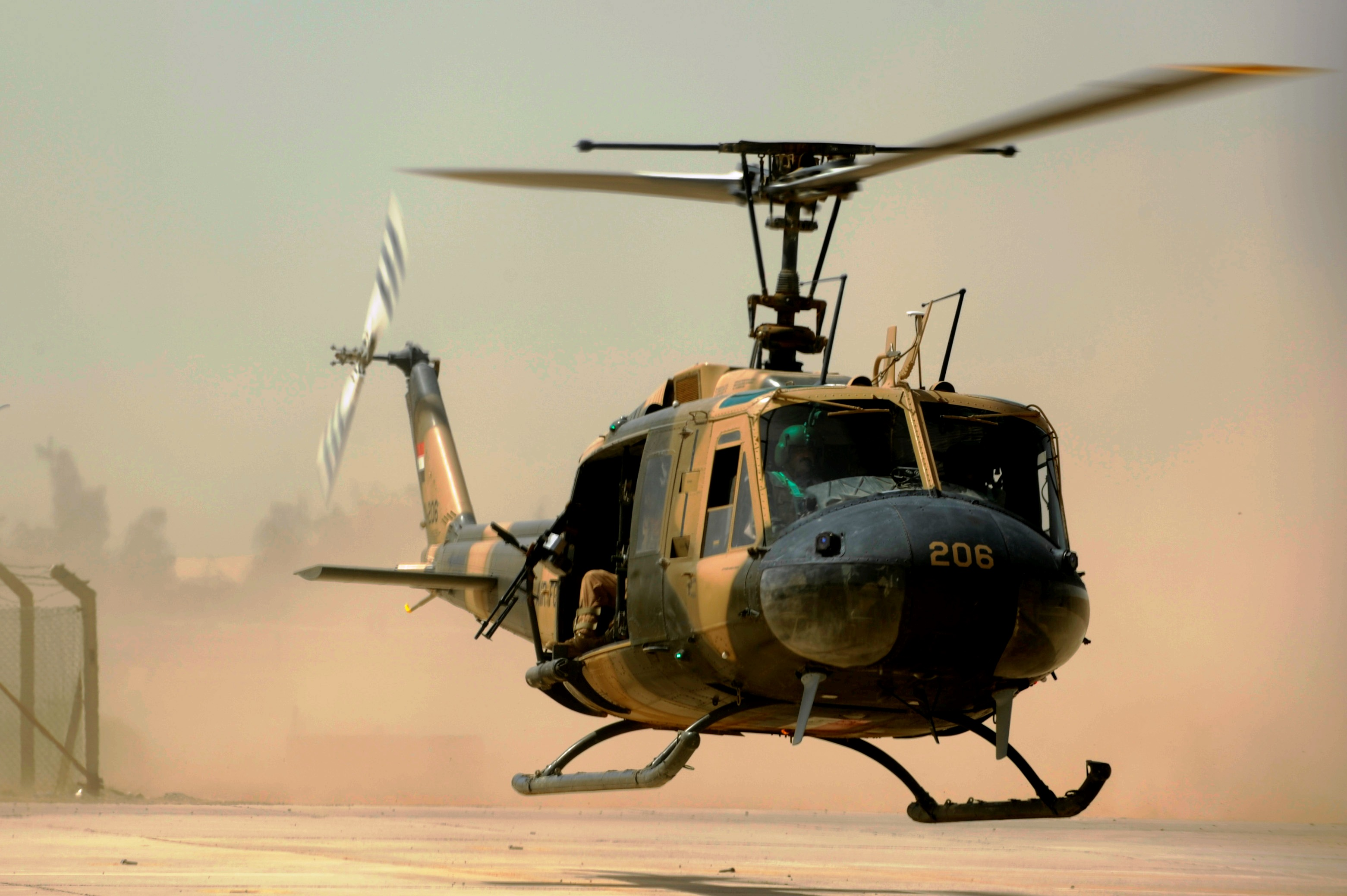
مروحية في قاعدة التاجي

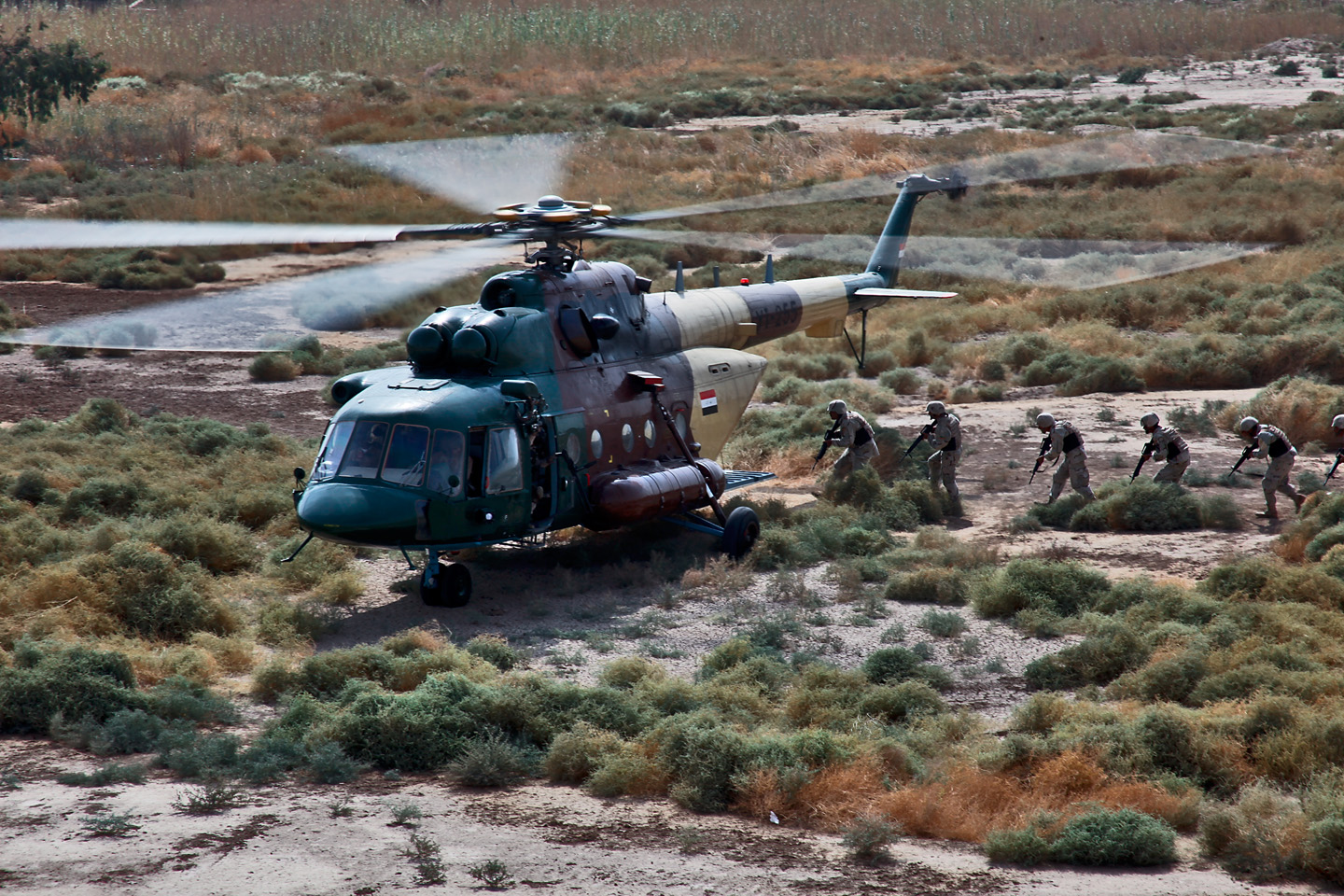
مروحية ميل مي-17 في التاجي

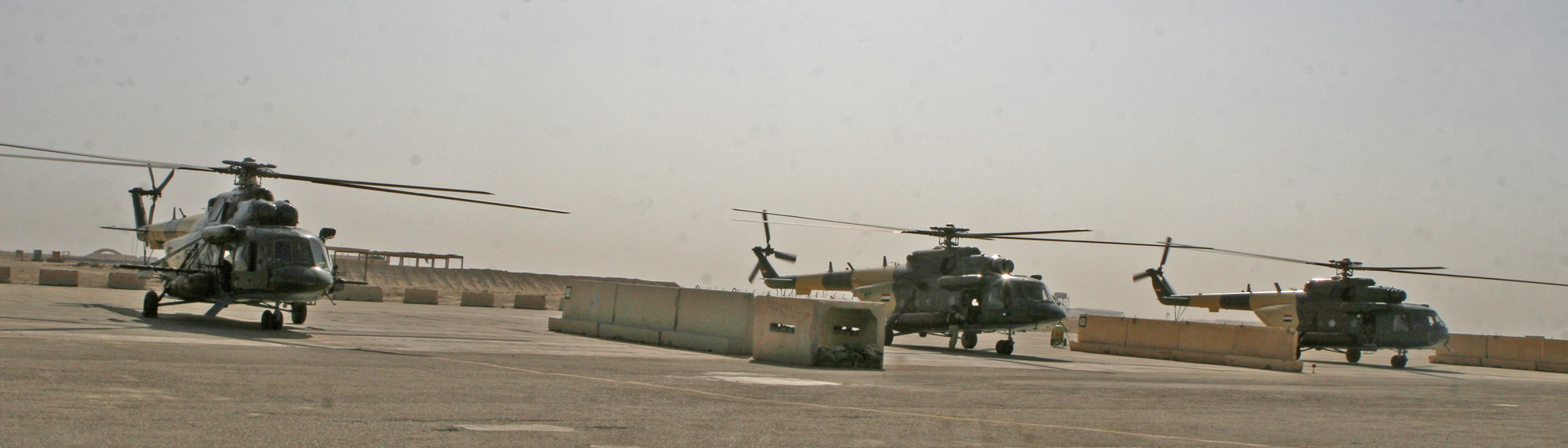
مروحيات في قاعدة التقدم الجوية سنة 2009

قيادة طيران الجيش العراقي هي إحدى تشكيلات القوات المسلحة العراقية تأسست في عام 1980 وتتولى إدارة وقيادة صنف الطائرات المروحية وكذلك صنف الطائرات دون طيار (الطائرات المسيرة)، وتعد قوة منفصلة تماما عن القوة الجوية العراقية، يقودها حالياً اللواء الركن سمير زكي، وكان لها أدوار مهمة ومؤثرة في أغلب حروب الجيش العراقي بعد تأسيسها مثل حرب الخليج الأولى وحرب الخليج الثانية، إضافة إلى دورها في حرب العراق على الإرهاب في إسناد القطعات البرية وتوفير الغطاء الجوي في المعارك واستهداف تحركات الارهابيين. وصلت هذه القوة أوجها نهاية حرب الخليج الأولى حيث ناهزت ملاكات القيادة ما يقارب 900 مروحية مختلفة.

## التاريخ
تم إدخال المروحيات إلى ترسانة الجيوش العالمية منذ بداية ظهورها، وكان استخدامها يقتصر على النقل (للأفراد) والدعم اللوجستي إلى المناطق الوعرة والصعبة الوصول بواسطة المعدات الارضية أو الطائرات التقليدية.ائناء حرب فيتنام ونتيجة لخوض القوات الأمريكية اشتباكات قريبة أو متلاحمة في الاحراش والتضاريس القاسية تم إضافة الاسلحة الخفيفة إلى المروحيات الأمريكية من أجل عمليات الدعم الجوي القريب وبعدها ظهرت الطائرات الهجومية.
مع التطور التكنلوجي وبدء أستخدام الطائرات بدون طيار بدأت بعض الجيوش في استخدام مثل هذه الانواع من الطائرات تحت امرة طيران الجيش.

### تشكيل قيادة طيران الجيش العراقي
طيران الجيش تخصص دقيق جدا، وقليل من الدول التي يوجد لديها طيران جيش لما يستلزمه من دقة في توزيع المهمات المنوطة بها، في بداية الثمانينات من القرن الماضي ومع بداية الحرب العراقية الايرانية أصبح من الضروري فصل طيران الجيش عن القوة الجوية، بمعنى أن تنشغل الهليكوبترات بطيران الجيش، وتكلف بمهمات تعبوية خاصة بها، بينما تنشغل القوة الجوية بواجبات ستراتيجية. فنتج عن ذلك تشكيل قيادة طيران الجيش العراقي عام 1980.

### عقد 90
بعد عملية غزو العراق للكويت وتداعياته العسكرية بحرب الخليج الثانية (عاصفة الصحراء) فقدت قيادة طيران الجيش الكثير من معداتها في العمليات العسكرية، ولم يستطع العراق إعادة بناء هذه القوة العسكرية نتيجة لقرار الامم المتحدة القاضي بحصار العراق وتدهور حالة الجهوزية للمعدات والافراد.

### بعد 2003
بعد ان قامت الولايات المتحدة وحلفائها بعملية غزو العراق في 2003 وقيام الحاكم المدني بول بريمر بقرار حل الجيش العراقي واعادة تأهيله تم حل قيادة طيران الجيش وتفكيك اغلب المعدات العسكرية واللوجستية وكثير من البنى التحتية، بعدها قامت الولايات المتحدة بأعادة بناء قيادة طيران الجيش ورفده بالمعدات العسكرية اللازمة واللوجستية وأعادة تأهيل القواعد والمطارات.

## التنظيم

### القيادة
المقر الرئيسي لقيادة طيران الجيش: بغداد

### الاكاديميات ومراكز التدريب
كلية طيران الجيش
كلية طيران هي إحدى تشكيلات قيادة طيران الجيش تقوم الكلية بتأهيل واعداد وتدريب الضباط الطيارين على مختلف العلوم والمهارات التخصصية والعسكرية ومنها الملاحة ونظريات الطيران والانواء واللغة الإنكليزية والاتصالات والدروس العسكرية المختلفة، من اجل تهيئتهم للعمل في جميع الاسراب والقواعد الجوية ليواصلوا اداء مهامهم البطولية في مقارعة الإرهاب والدفاع عن الوطن الغالي. وتتألف الكلية من خمسة اجنحة هي الطيران والتدريس والفني والإدارة والميرة والتدريب العسكري.

### القواعد والمطارات
تستخدم قيادة طيران الجيش القواعد والمطارات العسكرية المنتشرة في ارجاء العراق.[بحاجة لمصدر]

## شؤون الموظفين

### قادة قيادة طيران الجيش
| الرتبة العسكري      | اسم القائد   | فترة تولي المنصب |
| ------------------- | ------------ | ---------------- |
| فريق أول طيار الركن | حامد المالكي | 2005-2020        |
| اللواء الطيار الركن | سمير زكي     | 2020-            |

### رتب قيادة طيران الجيش
رتب قوة طيران الجيش هي نفس رتب القوات المسلحة القياسي، ولكون قوة طيرن الجيش أشتقت من القوة الجوية فقد ورثت رتب القوة الجوية وتأتي بكتافيات ذات لون ازرق سماوي وأسفل الكتافية جناحي نسر (دلالة على الطياران)، الضباط الفنين والمهندسين والاطقم الارضية تمتلك نفس شكل الرتبة مع خلوها من جناحي النسر. ويكون جناحي النسر على الشريط الأحمر في حالة الضابط الركن.

#### الضباط
| ملازم طيار | ملازم أول طيار | نقيب طيار | رائد طيار | مقدم طيار | عقيد طيار | عميد طيار | لواء طيار | فريق طيار | فريق أول طيار |
| ---------- | -------------- | --------- | --------- | --------- | --------- | --------- | --------- | --------- | ------------- |
|            |                |           |           |           |           |           |           |           |               |

#### الجنود وضباط الصف
الجنود وضباط الصف في القوة الجوية وقيادة طيران الجيش يُكونون الطاقم الارضي المسؤول عن اعداد وتهئة الطائرة على خط الطيران وكذلك التوجيه الارضي. ولا يمكنه قيادة الطائرة ولذلك خلت الكتافية من جناحي النسر. زي الجندي لا يحوي كتافية.
| جندي | جندي أول | نائب عريف | عريف | رئيس عرفاء |
| ---- | -------- | --------- | ---- | ---------- |
|      |          |           |      |            |

## المعدات

### الطائرات المروحية
كان تسلح الجيش العراقي بالعموم من المعسكر الشرقي نتيجة للسياسات المتبعة من قبل الدولة العراقية، فكانت أغلب الطائرات المروحية سوفيتية، بعد 2003 قامت الولايات المتحدة بتسليح طيران الجيش العراقي بالطائرات المروحية الامريكية والغربية. في أكتوبر 2012 ظهرت أنباء عن توقيع العراق عقد مع روسيا لشراء أسلحة بما في ذلك قرابة 30 طائرة هلي كوبتر من طراز ميل مي-28. وأكد الأتفاق يوم 9 أكتوبر. وألغي جزء من الصفقة لاحقاً بسبب تنديد البرلمان العراقي بشبهة فساد بالصفقة، لكن وزير الدفاع العراقي صرح أن «الصفقة ستمضي قدماً». وتم توقيع العقد فعلاً وتضمن مروحيات الميل مي-28NE وبدأ تسليمها في سبتمبر 2013. وتم تسليم 10 طائرة أخرى من نفس طراز في يناير 2014.
وصلت هذه القوة أوجها نهاية حرب الخليج الأولى حيث ناهزت ملاكات القيادة ما يقارب 900 مروحية مختلفة.
يملك طيران الجيش حاليا 175 مروحية عاملة ظمنها 15 مروحية هجومية، من اصل 300 مروحية مشتراة ضمنها 67-114 مروحية هجومية ثقيلة (من المقرر ان تصل إلى 500 مروحية) وهي كالتالي:[بحاجة لمصدر]
| الاسم                       | صورة             | المنشأ                  | النوع                              | العدد            | ملاحظات                                          |                  |
| مروحية أو طائرات            | مروحية أو طائرات | مروحية أو طائرات        | مروحية أو طائرات                   | مروحية أو طائرات | مروحية أو طائرات                                 | مروحية أو طائرات |
| --------------------------- | ---------------- | ----------------------- | ---------------------------------- | ---------------- | ------------------------------------------------ | ---------------- |
| بيل 206                     |                  | الولايات المتحدة        | مروحية متعددة الأغراض              | 10               |                                                  |                  |
| بيل 407                     |                  | الولايات المتحدة        | مروحية متعددة الأغراض وطائرة تدريب | 273              |                                                  |                  |
| أو إتش-58 كيوا              |                  | الولايات المتحدة        | طائرة تدريب                        | 8                |                                                  |                  |
| يوروكوبتر إي سي 635         |                  | فرنسا                   | طائرة هجومية خفيفة                 | 24               |                                                  |                  |
| يو إتش-1 إركويس             |                  | الولايات المتحدة        | مروحية متعددة الأغراض              | 15               |                                                  |                  |
| ميل مي-8                    |                  | الاتحاد السوفيتي        | مروحية نقل                         | غير معروف        |                                                  |                  |
| ميل مي-17                   |                  | الاتحاد السوفيتي        | مروحية متعددة الأغراض              | 22               |                                                  |                  |
| ميل مي-24                   |                  | الاتحاد السوفيتي        | مروحية هجومية                      | 15               |                                                  |                  |
| ميل مي-35                   |                  | روسيا                   | مروحية متعددة الأغراض              | 18               |                                                  |                  |
| ميل مي-28                   |                  | روسيا/ الاتحاد السوفيتي | مروحية هجومية                      | 14               | تسمى صياد الليل لدى قياد طيران الجيش             |                  |
| بيل 505                     |                  | الولايات المتحدة        | مروحية خفيفة                       | 7                | طلب شراء 15 مروحية، وتسلم 7 في تموز/يوليو 2024.  |                  |
| يوروكوبتر إي سي 725 كاراكال |                  | فرنسا                   | مروحية نقل تكتيكية / مروحية هجومية | 2                | طلب شراء 12 مروحية، وتسلم 2 في نيسان/أبريل 2025. |                  |

### الطائرات المسيرة
قام العراق بالتعاقد على طائرات مسيرة متوسطة الارتفاع وطويلة المدى (MALE) من نوع CH-4 من  الصين بعدد 14 طائرات استخدمت في الاستطلاع ومعالجة الاهداف باستخدام صواريخ موجهة دقيقة.

#### خسائر الطائرات المروحية التي دُمرت اثناء قتال داعش
| الطائرات            | المنشأ           | سَقطت، دُمرت |
| ------------------- | ---------------- | ---------- |
| بيل 407             | الولايات المتحدة | 1          |
| ميل مي-17           | الاتحاد السوفيتي | 1          |
| ميل مي-28           | الاتحاد السوفيتي | 1          |
| مي 35 إم            | روسيا            | 1          |
| مجموع أرقام الخسائر |                  | 4          |